# Угон Ан-2 из Туапсе
Угон Ан-2 из Туапсе — авиационное происшествие, случившееся в понедельник 13 марта 1967 года. Из аэропорта Туапсе был угнан лёгкий пассажирский самолёт Ан-2П, после чего угонщик предпринял попытку долететь на нём до Турции. Самолёт был сбит силами противовоздушной обороны СССР и упал в море. Угонщик воздушного судна, — бывший военный лётчик Павел Алексеевич Скрылёв, погиб. Это единственный известный случай уничтожения захваченного пассажирского самолёта при попытке покинуть советское воздушное пространство.

## История
Примерно в 10 часов утра из Краснодара вылетел Ан-2П с бортовым номером СССР-04959 Краснодарского объединённого авиаотряда Северо-Кавказского управления гражданской авиации, который вскоре благополучно приземлился в аэропорту Туапсе (аэродром располагался в селении Агой). Его экипаж, — КВС Владимир Иванович Мельник и второй пилот Юрий Никитович Муравьёв (оба из 241-го лётного отряда), высадил пассажиров (около десяти человек), после чего при помощи штатной струбцины заблокировал сектора управления двигателем и, сдав самолёт местному авиатехнику, ушёл отдыхать. Топлива в баках оставалось на три часа полёта, поэтому в дозаправке не было необходимости, а перерыв перед следующим рейсом составлял примерно полчаса. Через некоторое время авиатехник ушёл на обед, оставив Ан-2П на безлюдном аэродроме.
Находясь в здании аэропорта, второй пилот Муравьёв вдруг услышал шум работы двигателя самолёта, но решил, что командир Мельник решил развернуть самолёт носом против ветра во избежание повреждения управляющих плоскостей. То же самое предположил и Мельник, но уже в отношении Муравьёва. Когда оба пилота, а следом и авиатехник, вышли к стоянке, то обнаружили, что находившийся на ней Ан-2 исчез. Поняв, что самолёт угнан, руководство аэродрома оповестило об этом пограничную службу.
После вылета из Туапсе, как было выяснено позднее, угонщик самолёта взял курс на юго-восток, и, следуя над сушей, достиг границы Грузинской ССР, после чего направил его в сторону Чёрного моря. После пересечения его береговой линии он продолжил полёт в направлении Турции на высоте всего 10—15 метров над уровнем моря. Низколетящий самолёт был обнаружен вылетевшим на его перехват Як-28П из 171-го истребительного авиационного полка ПВО (базировавшегося на аэродроме Бамбоура близ Сухуми) под управлением капитана Парфилова, который сопровождал МиГ-17, выполняющий функции ретранслятора, пилотируемый заместителем командира полка подполковником В. Н. Прищепой. Руководством Бакинского округа ПВО было принято решение сбить самолёт, поскольку было маловероятно, что на его борту находится кто-либо ещё, помимо пилота. Сбить низколетящий «кукурузник» оказалось не просто — ракета К-8Р с радиолокационным наведением из-за отражения сигнала от воды не могла захватить цель, а ракета с тепловой головкой наведения вообще не хотела «видеть» Ан-2. В итоге Ан-2П был сбит в нейтральных водах при помощи авиационной пушки МиГ-17.

## Расследование
В районе падения воздушного судна были проведены поисковые работы, однако кроме фрагментов самолёта, подтверждающих, что это борт 04959, больше ничего найдено не было.
В ходе следственных действий, проведённых «на земле», была установлена личность угонщика самолёта — им оказался бывший военный лётчик Павел Алексеевич Скрылёв 1930 года рождения. На «гражданке» он некоторое время работал пилотом гражданской авиации в Томской области, но был уволен. Пробовал устроиться в «Аэрофлот» Краснодарского края, но тщетно, в связи с чем принял решение бежать из Советского Союза в Турцию путём угона самолёта. Не исключается, что его решение было принято спонтанно.
Также было установлено, что для угона самолёта Скрылёву понадобилось не более 35—40 секунд. Ограждение регионального туапсинского аэродрома, в отличие от более крупных (Сочи, Анапа, Новороссийск, Геленджик), представляло собой небольшой заборчик, не представлявшее препятствие для проникновения на его территорию. Струбцина блокировки «газа» самолёта легко разгибалась руками, а противоугонные устройства (замки дверей в кабину) защиту от угона не обеспечивали.
На время следствия оба пилота — Мельник и Муравьёв, были отстранены от полётов, но позже продолжили свою работу. В конструкцию противоугонных устройств самолётов этого типа после инцидента были внесены изменения.